# 射影 (集合論)
数学の集合論における射影（しゃえい、英: projection）あるいは射影写像、特に標準射影は順序組に対してその一つの成分を対応させる写像である。より一般に射影は、集合の添え字付けられた任意の族の直積（デカルト積）上で定義された、元の族から特定の添字をもつ成分を選び出す写像を言う。選択公理を仮定すれば、空でない集合からなる任意の族に関して、射影は必ず全射になる。
射影は、集合論、位相空間論、測度論など様々な分野において、あるいはまた、リレーショナルデータベースにおける演算としても用いられる。場合により、座標函数 (coordinate function) や 評価写像 (evaluation map) などと呼ばれることもある。

## 定義
任意の添字集合 I を持つ集合族 (Xi)i∈I に対し、それらのデカルト積 XI ≔ ∏
i∈I Xi を考える。いま J ⊂ I を I の部分集合とすれば、J 上の射影 πJ とは、写像
{\displaystyle \pi _{J}\colon X_{I}\to X_{J},\quad (x_{i})_{i\in I}\mapsto (x_{j})_{j\in J}}
を言う。すなわち、射影 πJ によって元の族 (xi ∈ Xi)i∈I は、添字集合 J で添字付けられた元の族となる。添字集合が一元集合 J = {j} であるときには、射影 πJ は簡単に πj とも書かれる。

## 例

### 順序対の成分
添字集合がちょうど二つの元からなるとき、それを I = {1, 2} とすれば、考えるデカルト積は XI = X1 × X2 で、これは二つの集合 X1, X2 の元の順序対全体の成す集合である。このとき、順序対 (x1, x2) の第一および第二成分への射影が
{\displaystyle \pi _{1}\colon X_{1}\times X_{2}\to X_{1},\quad (x_{1},x_{2})\mapsto x_{1}}
および
{\displaystyle \pi _{2}\colon X_{1}\times X_{2}\to X_{2},\quad (x_{1},x_{2})\mapsto x_{2}}
によって与えられる。例えば (x, y ∈ R2 がユークリッド平面上の点のデカルト座標の場合には、射影 π1 および π2 はそれぞれ、この点の x-座標および y-座標を与えるものである。これら射影は形式的には、二つある各座標への正射影（すなわち (x, y) ↦ (x, 0) および (x, y) ↦ (0, y) で与えられる写像 R2 → R2）とは異なる。

### 成分への標準射影
添字集合が n 個の元からなる I = {1, …, n} であるとき、デカルト積 XI = X1 × ⋯ × Xn は、i-番目の成分が xi ∈ Xi となっているような n-組の集合である。第 j-成分への標準射影 πj は写像
{\displaystyle \pi _{j}\colon X_{1}\times \ldots \times X_{n}\to X_{j};\;\quad (x_{1},\ldots ,x_{n})\mapsto x_{j}}
として与えられ、この値は j-番目の成分のみからなる一元集合としての順序組である。任意の順序組 T ∈ XI は T = (π1(T), …, πn(T)) と書くことができる。

### 評価写像
任意の直積因子 Xi がすべて同じ集合 X であるとき、デカルト積 XI = XI は集合 f: I → X 全体の成す集合である。この場合の射影 πj は写像
{\displaystyle \pi _{j}\colon X^{I}\to X;\;f\mapsto \pi _{j}(f)=f(j)},
で、これは各写像に対して引数 j に対するその写像の値を割り当てるものになっている。ゆえにこの写像は評価写像とも呼ばれる。

## 性質

### 全射性
添字集合 I に対し各集合 Xi が空でないとき、射影は全射であり、したがって
{\displaystyle \pi _{J}(X_{I})=X_{J}}
を満たす。しかし、空でない集合からなる任意の集合族のデカルト積が空でないことを保証するには選択公理が必要である。実は上に挙げた主張が成り立つのは選択公理と同値である。したがって選択公理の仮定の下、空でない集合からなる任意の集合族に対して、任意の射影は必ず全射である。

### 逆像
J ⊂ I が添字集合 I の真の部分集合で、W ⊂ XJ を射影 πJ の終域の部分集合とするとき、W の逆像は
{\displaystyle \pi _{J}^{-1}(W)=W\times X_{I\setminus J}=\{(x_{i})_{i\in I}\in X_{I}\mid (x_{j})_{j\in J}\in W\}}
と書くことができる。従って集合 π −1
J (W) は円筒集合でもある。

## 応用

### 位相空間論
各添字 i ∈ I に対する集合 Xi が位相空間であるとき、デカルト積 XI 上の積位相は全ての射影 πj を連続にする最も弱い位相（開集合が最も少ない位相）をいう。このとき、Uj が Xj の開集合であるときの円筒集合 π −1
j (Uj) 全体の成す集合が、積空間 XI の準開基を成す。積空間を以下のような圏論的直積の普遍性によって特徴づけることもできる:
積位相空間の普遍性
任意の位相空間 Y と連続写像の族 fj: Y → Xj (j ∈ I) の組が与えられれば、一意的な連続写像 f: Y → XI が存在して πj ∘ f = fj が任意の j に対して成立する。
逆に、与えられた写像 f: Y → XI が連続ならば、任意の射影 πj ∘ f は連続である。連続性に加えて、任意の射影 πj ∘ XI → Xj は開写像、すなわち積空間 XI の各開部分集合 W ⊂ XI の射影像が Xj の開集合となる。ただし、逆は成り立たない: すなわち積空間の部分集合 W ⊂ XI の射影 πj: W → Xj がすべて開でも、W は XI において開とは限らない。射影 πj: XI → Xj は一般には完備でもない。

### 測度論
可測空間の族 (Ωi, 𝒜i) (i ∈ I) に対し、直積 σ-集合体
{\displaystyle \bigotimes _{i\in I}{\mathcal {A}}_{i}=\sigma \left(\left\{\pi _{j}^{-1}(A_{j})\mid A_{j}\in {\mathcal {A}}_{j},j\in I\right\}\right)=\sigma \left(\bigcup _{j\in I}\pi _{j}^{-1}({\mathcal {A}}_{j})\right)}
は、デカルト積 ΩI 上の、Ωi への射影をすべて可測にする最小の σ-集合体である。この直積 σ-集合体は、任意の有限添字集合 J に対する円筒集合族が生成するものとして定めることもできる。測度論および確率統計論において、直積 σ-集合体は測度空間の直積および確率空間の直積を定める基礎を与える。

### 計算機科学
射影はリレーショナルデータベースの演算としても用いられる。R を関係、{A1, …, Ak} を属性の部分集合とすれば、射影の結果
{\displaystyle \Pi _{A_{1},\ldots ,A_{k}}(R)=\{T[A_{1},\ldots ,A_{n}]\mid T\in R\}}
は特定の属性のリストにある属性に制約した新たな関係となる。得られた新しい関係では重複するエントリーは除かれている。

## 注
1. ↑  Halmos 1960, p. 32.
2. ↑  Halmos 1960, p. 36.
3. ↑  Fischer 2008, p. 38.
4. ↑  Halmos 1960.
5. ↑  Wengenroth 2008, p. 14.
6. ↑  Willard 2012, p. 52.
7. ↑  Kusolitsch 2014, p. 6.
8. ↑  Wengenroth 2008.